# 111 Huntington Avenue
111 Huntington Avenue es un rascacielos situado en la ciudad de Boston. Es parte del complejo de Prudential Center que también alberga la Prudential Tower. Fue completado en 2002, tiene 169 metros y 36 pisos, siendo el décimo edificio más alto de la ciudad. Ganó el tercer puesto en el Emporis Skyscraper Award de 2002. A veces se le llama The R2-D2 Building como guiño al personaje de Star Wars.

## Diseño

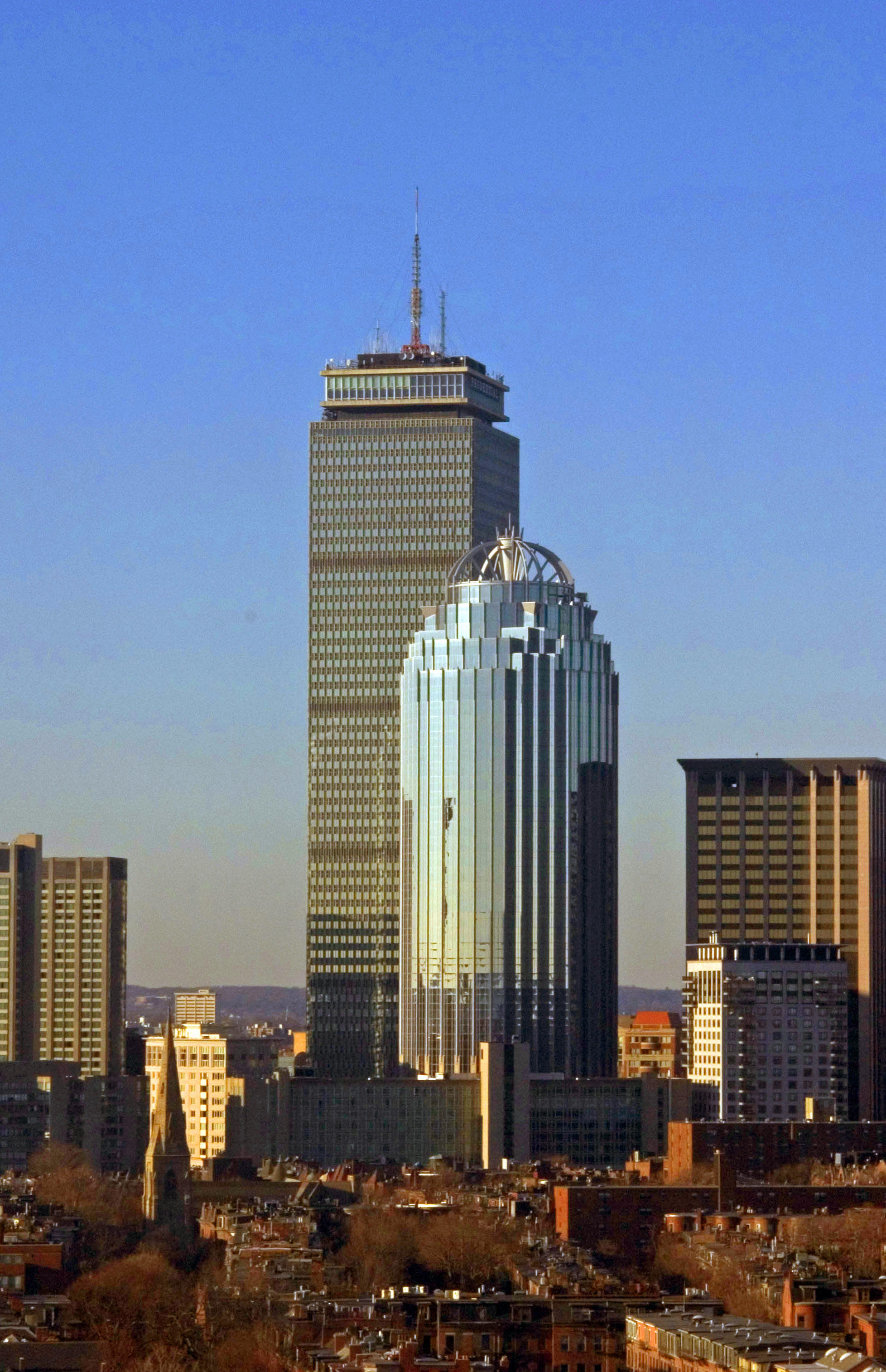
111 Huntington Avenue vista desde el sur. Detrás la Prudential Tower.

La torre de 36 alturas está rematada por una cúpula abierta que es iluminada de noche. El diseño original del edificio proyectaba una azotea, pero el exalcalde de la ciudad, Thomas Menino escogió este diseño entre otros propuestos para el edificio.
La fachada postmoderna consta de una pared de cortina de cristal azul diseñada por la empresa de arquitectura Childs Bertman Tseckares Inc. (CBT). El interior consta de paredes de mármol negras reflectantes con madera. Puedes acceder al edificio desde el centro comercial del complejo Prudential Center. El edificio cuenta con un sistema de ahorro de energía.
Fue construido por la constructora americana John Moriarty & Asocia, Inc.

## Inquilinos
Está principalmente ocupado por la sede de MFS Investment Mangement desde 2013. Otros inquilinos a destacar son Bain Capital y Apple.